# Údrč
Údrč (německy Udritsch) je malá vesnice, část města Bochov v okrese Karlovy Vary v Karlovarském kraji. Nachází se asi čtyři kilometry jihovýchodně na jihovýchod od Bochova. Údrč je také název katastrálního území o rozloze 6,23 km².
Nachází se zde zámek Údrč a vodní tvrziště. V okolí obce je množství rybníků (Obecní udrčský, Velký udrčský, Velký a Malý Polom, Březový, Plochý, Horní kamenný, Arbes, Kopinský, Malý kopinský). Ve zdejší rybniční soustavě pramení Jesinecký potok.

## Název
Název vesnice vznikl přivlastňovací příponou z osobního jména Udřec ve významu Udercův dvůr. V historických pramenech se jméno objevuje ve tvarech: Vdrche (1169), Vderche (1183), Vdercz (1369), Vdrzicz (1384–1399), Vdricz (okolo roku 1405), Vdrczie (1389), Vdrczie (1461), Audrez (1563), pod Audrczij (1563), w Audrczj (1563), Audrcž (1654), Udritsch a Audrž (1785) nebo Údrč a německy Udritsch (1854).

## Historie
První písemná zmínka o vesnici pochází z roku 1169. V 16. století za majitele panství Údrč, Sasko-laubenského knížete Julia Jindřicha, je k panství připojeno panství Dolní Záhoří, se stejnojmennou tvrzí středního vojenského významu, která je následně přebudována na velkostatek.

## Obyvatelstvo
Při sčítání lidu v roce 1921 zde žilo 342 obyvatel (z toho 153 mužů), z nichž byl jeden Čechoslovák a 341 Němců. Kromě tří evangelíků a dvanácti židů se hlásili k římskokatolické církvi. Podle sčítání lidu z roku 1930 měla vesnice 304 obyvatel: jednoho Čechoslováka a 303 Němců. Stále převládala římskokatolická většina, ale žili zde také tři evangelíci, devět židů, dva členové jiných nezjišťovaných církví a dva lidé bez vyznání.
|                                                                         | 1869 | 1880 | 1890 | 1900 | 1910 | 1921 | 1930 | 1950 | 1961 | 1970 | 1980 | 1991 | 2001 | 2011 | 2021 |
| ----------------------------------------------------------------------- | ---- | ---- | ---- | ---- | ---- | ---- | ---- | ---- | ---- | ---- | ---- | ---- | ---- | ---- | ---- |
| Obyvatelé                                                               | 415  | 358  | 346  | 316  | 357  | 342  | 304  | 91   | 122  | 156  | 168  | 155  | 164  | 115  | 99   |
| Domy                                                                    | 65   | 63   | 62   | 61   | 64   | 63   | 62   | 27   | 53   | 25   | 22   | 27   | 28   | 28   | 30   |
| Počet domů z roku 1961 zahrnuje domy místních částí Herstošice a Polom. |      |      |      |      |      |      |      |      |      |      |      |      |      |      |      |

## Obecní správa
Při sčítání lidu v letech 1869–1974 Údrč býval obcí v okrese Žlutice, roku 1950 v okrese Toužim a od roku 1960 v okrese Karlovy Vary. Od 1. ledna 1975 je částí města Bochova. V letech 1950–1974 k obci patřil Polom a v letech 1961–1974 také Herstošice.

## Pamětihodnosti
- V jižní části vesnice se zemědělském areálu dochovalo památkově chráněné tvrziště[11] ze čtrnáctého století a výrazně přestavěná budova údrčského zámku.[12]
- Kostel svatého Linharta
- Západně od vesnice se mezi Velkým údrčským rybníkem a Kopinským rybníkem nachází přírodní památka Za Údrčí vyhlášená v roce 2014.

## Osobnosti
V Údrči se narodila československá politička německé národnosti Fanny (Franziska) Blatny, rozená Kleinová (1873–1949).

## Galerie

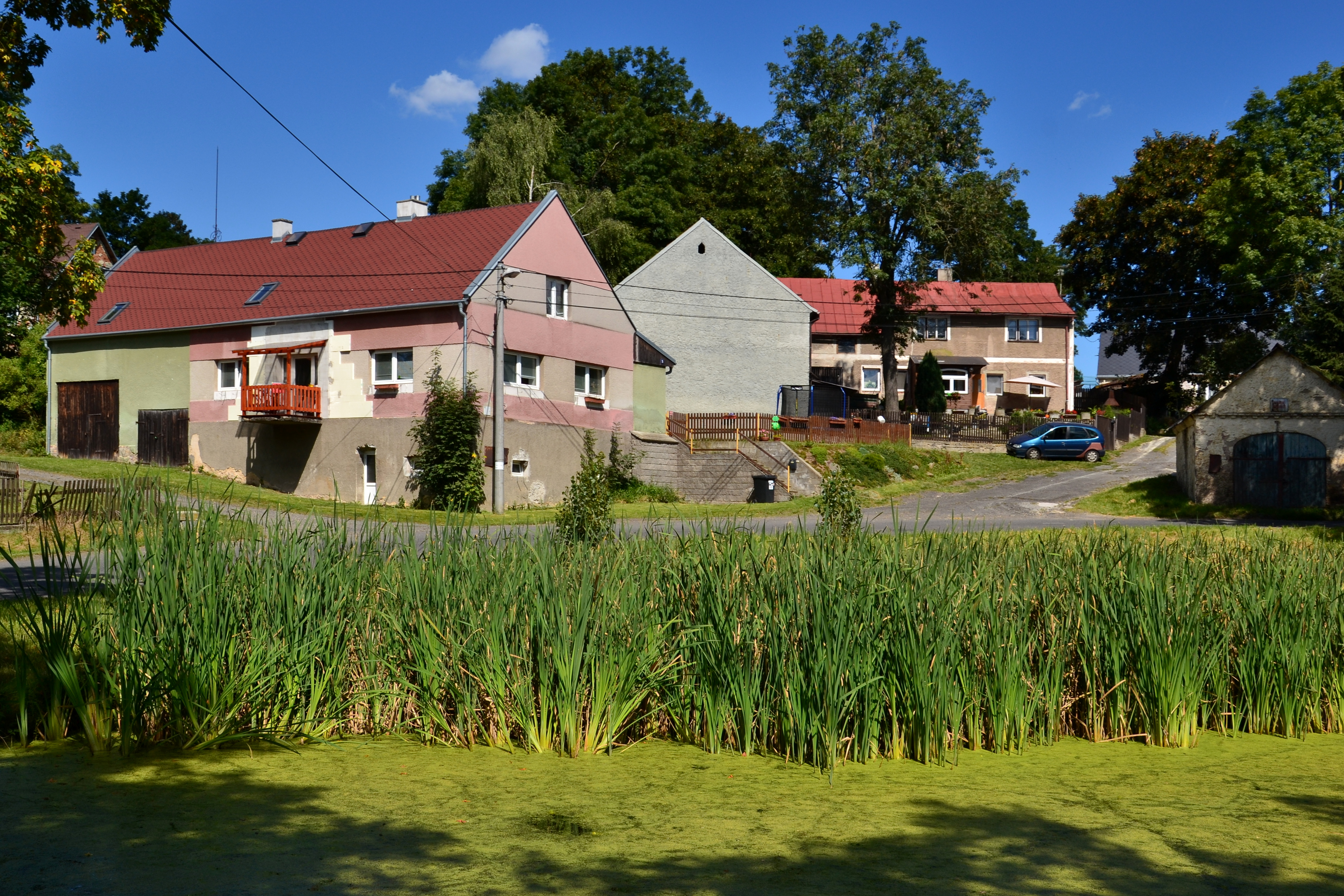
Domy v severní části vesnice
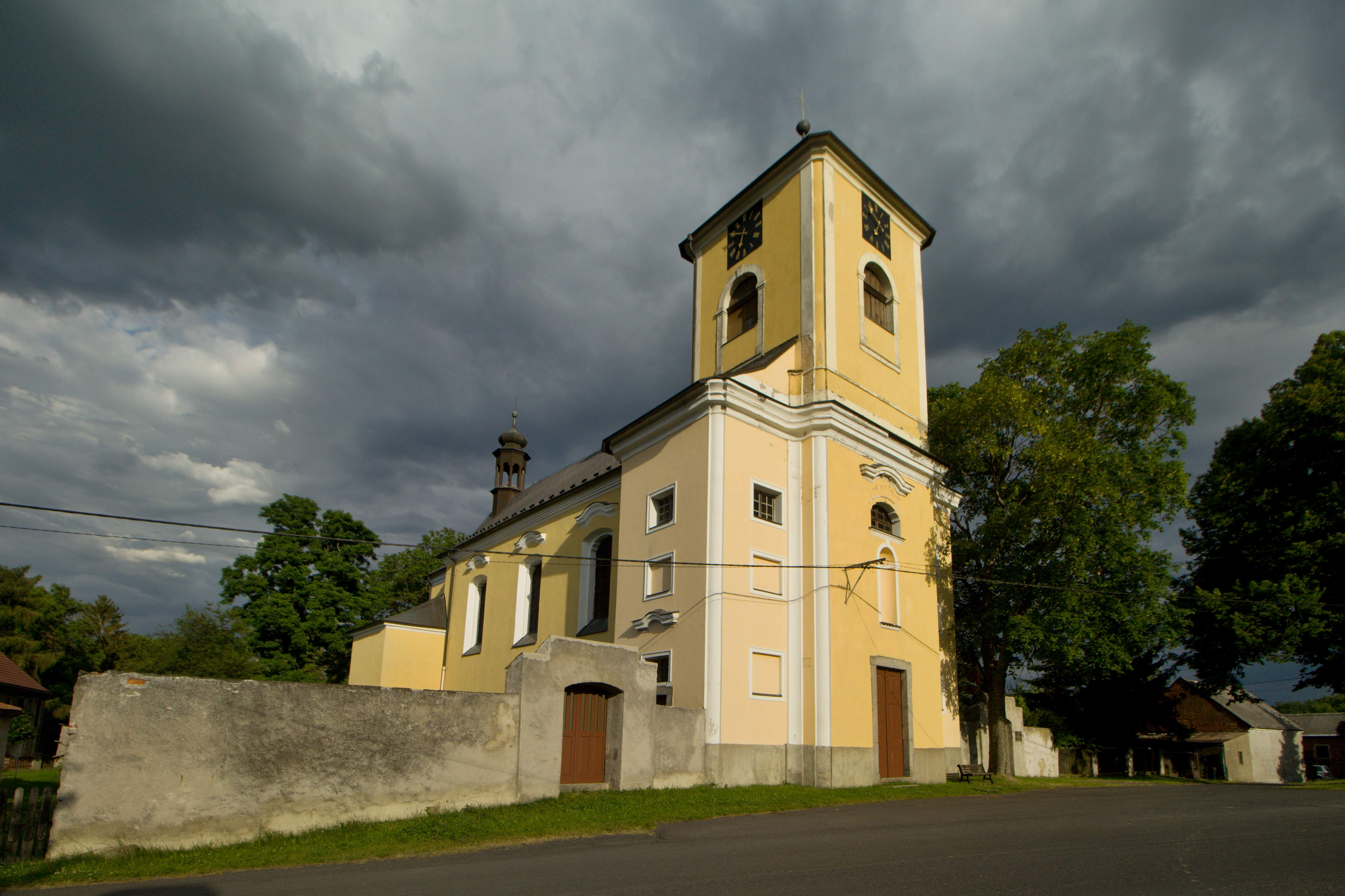
Kostel svatého Linharta
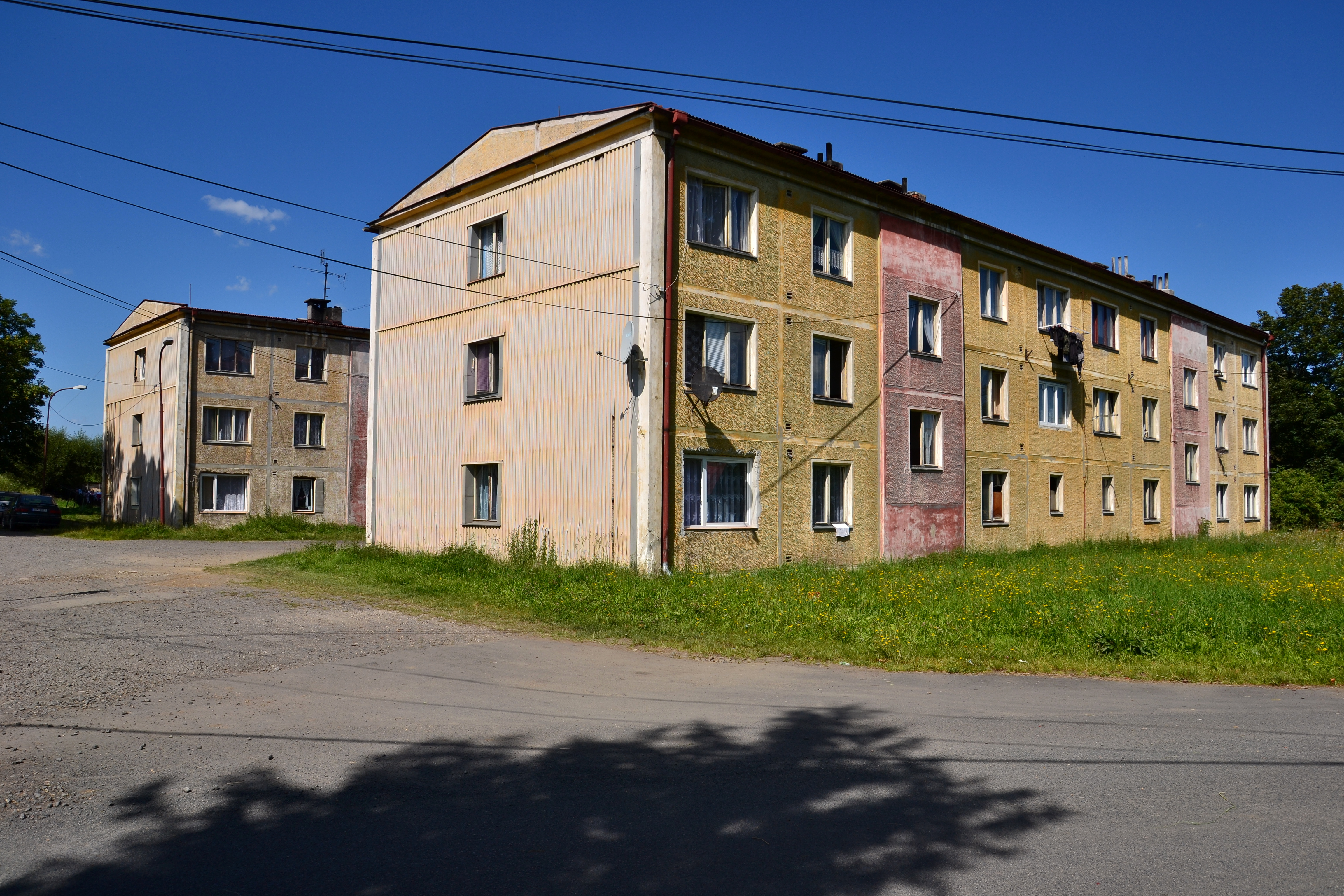
Bytové domy
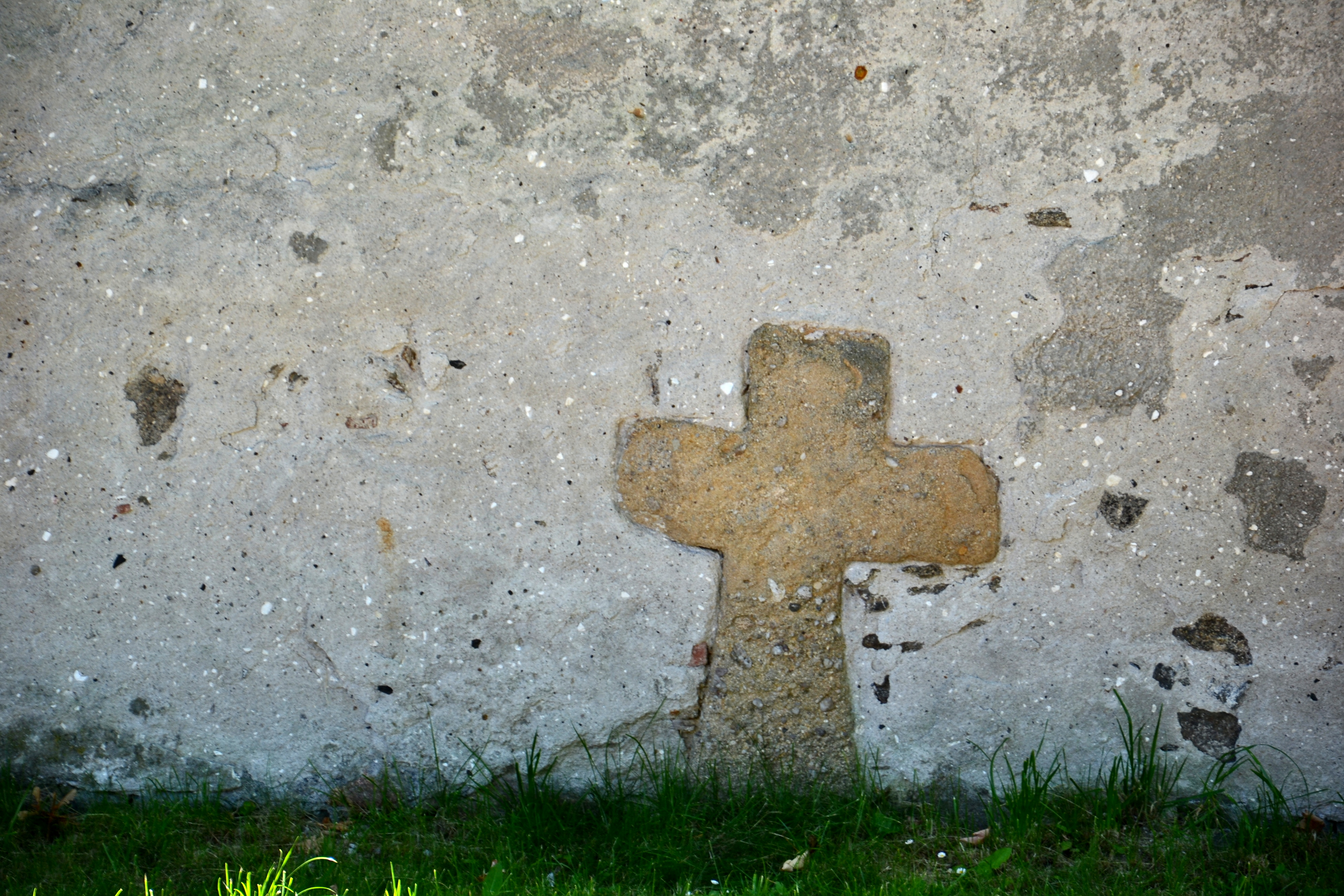
Smírčí kříž zazděný do zdi u kostela
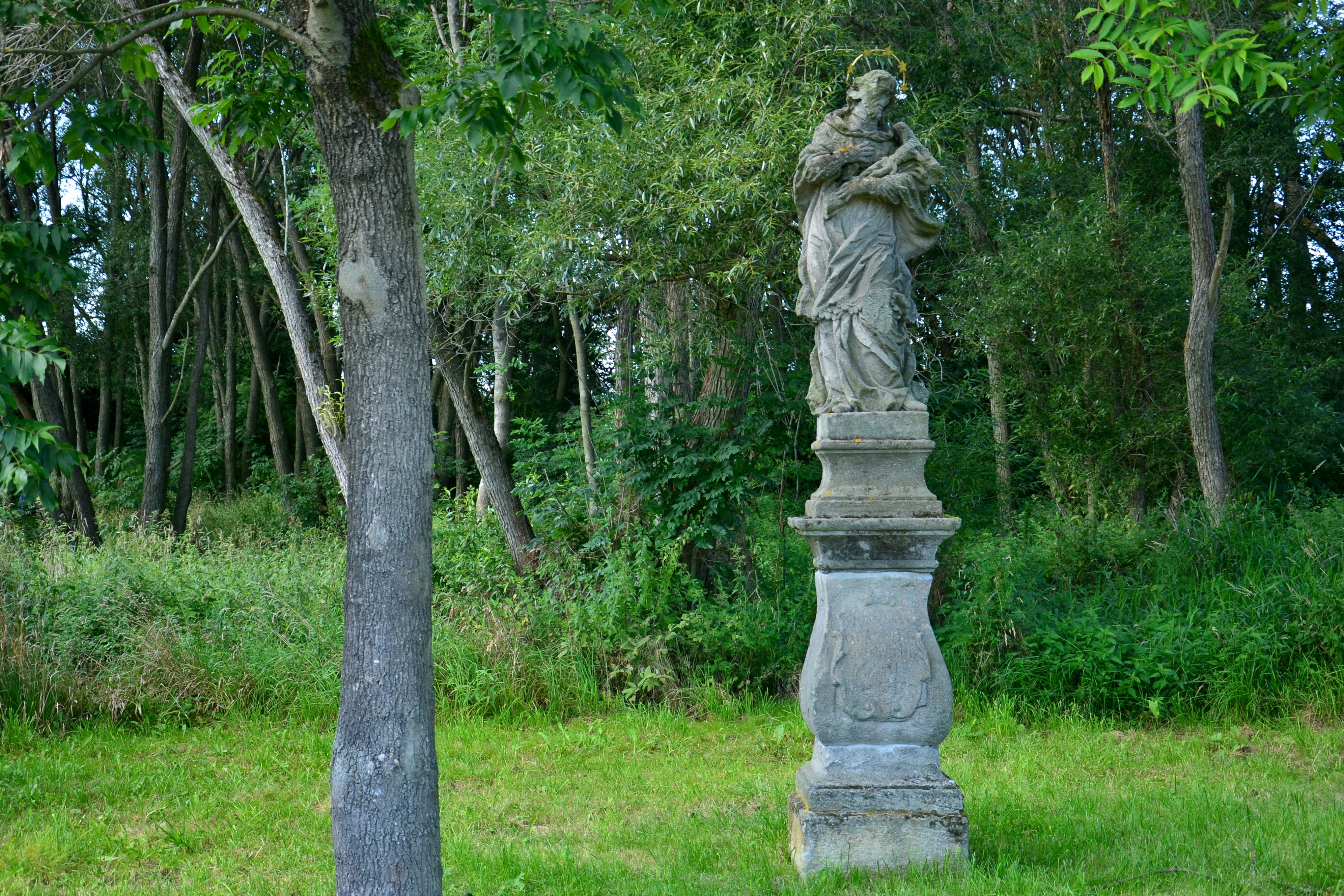
Socha svatého Jana Nepomuckého